# Edizioni di Ricette d'Italia - Piatti in tavola
In questa voce sono elencate e descritte le edizioni del programma Ricette d'Italia - Piatti in tavola, in onda su Real Time, dal 4 settembre 2023, con la conduzione di Benedetta Rossi.

## Prima edizione (2023)
La prima edizione di Ricette d'Italia - Piatti in tavola, va in onda ogni settimana, dal lunedì al venerdì in access prime time su Real Time dal 4 settembre 2023.
| Puntata | Messa in onda     | Terzo Giudice        | Titolo di puntata        | Ascolti        | Ascolti |
| Puntata | Messa in onda     | Terzo Giudice        | Titolo di puntata        | Telespettatori | Share   |
| ------- | ----------------- | -------------------- | ------------------------ | -------------- | ------- |
| 1       | 4 settembre 2023  | Giorgio Mastrota     | Le ricette di montagna   | 227 000        | 1,2%    |
| 2       | 5 settembre 2023  | Fatima Trotta        | Non si butta via niente  | 230 000        | 1,3%    |
| 3       | 6 settembre 2023  | Lorenzo Biagiarelli  | Il riso                  | 197 000        | 1%      |
| 4       | 7 settembre 2023  | Simone Finetti       | I sapori dell'orto       | 195 000        | 1,1%    |
| 5       | 8 settembre 2023  | Mirko Ronzoni        | Non solo parmigiana      | 222 000        | 1,4%    |
| 6       | 11 settembre 2023 | Roberto Valbuzzi     | Il fritto                | 269 000        | 1,4%    |
| 7       | 12 settembre 2023 | Fabio Esposito       | Sapore di mare           | 163 000        | 0,8%    |
| 8       | 13 settembre 2023 | Fatima Trotta        | I legumi                 | 196 000        | 1,1%    |
| 9       | 14 settembre 2023 | Beniamino Baleotti   | Pasta fresca             | 182 000        | 1%      |
| 10      | 15 settembre 2023 | Tommaso Foglia       | I dolci regionali        | 207 000        | 1,2%    |
| 11      | 18 settembre 2023 | Giorgio Mastrota     | Torte salate e rustici   | non presente   |         |
| 12      | 19 settembre 2023 | Assunta Pacifico     | O' mare e' Napule        | non presente   |         |
| 13      | 20 settembre 2023 | Lorenzo Biagiarelli  | Pasta ripiena            | 250 000        | 1,3%    |
| 14      | 21 settembre 2023 | Fabio Esposito       | Le patate                | non presente   |         |
| 15      | 22 settembre 2023 | Renato Bosco         | Lievito che passione     | 260 000        | 1,4%    |
| 16      | 25 settembre 2023 | Mirko Ronzoni        | Le ricette dell'Aia      | non presente   |         |
| 17      | 26 settembre 2023 | Beniamino Baleotti   | La pasta regionale       | non presente   |         |
| 18      | 27 settembre 2023 | Alice Mangione       | Piatto unico             | non presente   |         |
| 19      | 28 settembre 2023 | Maurizio Ferrini     | Ripieni fantasia         | non presente   |         |
| 20      | 29 settembre 2023 | Gino Fabbri          | I dolci della Domenica   | 241 000        | 1,3%    |
| 21      | 02 ottobre 2023   | Luca Terni           | Secondi di carne         | non presente   |         |
| 22      | 03 ottobre 2023   | Maurizio Ferrini     | Emilia Romagna in tavola | non presente   |         |
| 23      | 04 ottobre 2023   | Alice Mangione       | A tutto formaggio        | non presente   |         |
| 24      | 05 ottobre 2023   | Luca Ferrua          | Tesori del territorio    | 241 000        | 1%      |
| 25      | 06 ottobre 2023   | Giorgia Palmas       | Molluschi e crostacei    | non presente   |         |
| 26      | 09 ottobre 2023   | Giusina Battaglia    | Sapori d'autunno         | non presente   |         |
| 27      | 10 ottobre 2023   | Enrica Della Martira | Dolce e salato           | non presente   |         |
| 28      | 11 ottobre 2023   | Mattia Poggi         | La cipolla in mille modi | non presente   |         |
| 29      | 12 ottobre 2023   | Andrea Grignaffini   | Le uova                  | non presente   |         |
| 30      | 13 ottobre 2023   | Valentina Persia     | La cucina laziale        | non presente   |         |